# وهرز
وَهْرِز أو بَهْريز هو ضابط فارسي من ديلم أرسله كسرى الأول مع سيف بن ذي يزن الحميري لا يعرف الكثير عنه سوى أنه ديلمي وتعرضت قصة «ذو يزن» للمبالغات وهي نتاج عدم فهم لطبيعة الصراع بين بيزنطة وساسان.

## اسمه
ظنَّ الإخباريون المسلمون (ما عدا حمزة الأصفهاني والمسعودي) أن وهرز هو الاسم الشخصي للقائد الفارسي الذي بعثه خسرو مع سيف بن ذي يزن، في حين يؤكد الباحثون إلى كونه منصب عسكري، باليونانية (ouarízes Οὐαριζης) وباللاتينية (Vaphrizes). وأقدم ذكر لهذا المنصب ذكره المؤرخ بروكوبيوس في حق القائد الفارسي قباذ الأول أثناء غزوته على لازيكا في جورجيا، مطلع القرن الخامس الميلادي، حيث وصف بأنه كان "وهرز" Ouarizēs.
وبحسب رواية شفاهية عُمانية وثقها صموئيل مايلز مطلع القرن العشرين، فإن اسم وهرز هو خُزرَد نَرسيس (Khuzrad Narsis). أما عن لقبه الديلمي، بحسب المسعودي فإن يسمى "وهرز ‌الديلميّ لأنه وُلى مرزبة الدَيْلَم والجيل، لا أنه كان ديلمياً".

## مع سيف بن ذي يزن
ذكرت كتب أهل الأخبار المتأخرين أن سيف ذهب في البداية لملك بيزنطة (جستين الثاني على الأرجح) فرفض طلبه لإنه يهودي؛ ثم ذهب للملك الفارسي أنوشروان الأول الذي ازدراه قائلا إن اليمن أرض شاة وبعير فأجابه ذي يزن أن جبال اليمن تزن ذهبا وغيرها من الاختلاقات التي تملأ كتب أهل الأخبار. فقال أهل الأخبار أن كسرى أرسل رجالا محكوم عليهم بالقتل، فإن قتلوا تخلص منهم وإن ظفروا ضموا اليمن لفارس. والحقيقة أن هذا ينطبق على جيش الأكسوميين ومن عاونهم من الرومان لا الفرس، لأن وَهْرِز كان جنرالا وهي رتبة في الجيش لمن يقود ثلاثين ألف مقاتل (Hazar Mard) وأكثر ولا يعرف سبب لمحاولة التقليل من شأنه وشأن ذي يزن.
انتقل الصراع بين الممالك المسيحية والفرس إلى اليمن قبل الاحتلال الحبشي لليمن. فاعتنق ملوك حمير اليهودية وتحالفوا مع الفرس (العدو التقليدي لبيزنطة) لمنع انتشار المسيحية السياسية في اليمن وتهديد استقلال اليمن وسيطرته التاريخية على الملاحة البحرية وخطوط التجارة مع الهند.